# عادله ناشط
عادله ناشط (به ترکی استانبولی: Adile Naşit)؛ (۱۷ ژوئن سال ۱۹۳۰ در استانبول ترکیه – ۱۱ دسامبر ۱۹۸۷) یک زن بازیگر و بازیگر سینما اهل ترکیه بود. از فیلم‌ها یا برنامه‌های تلویزیونی که در آن نقش داشته می‌توان به سوت کاردشلر اشاره کرد. در ۱۷ ژوئن ۲۰۱۶ موتور جستجوی گوگل به مناسبت ۸۶مین سالروز تولد عادله ناشط به افتخار او گوگل دودل صفحه اصلی خود را در ترکیه تغییر داد.